# Balduin IV. (Jerusalem)

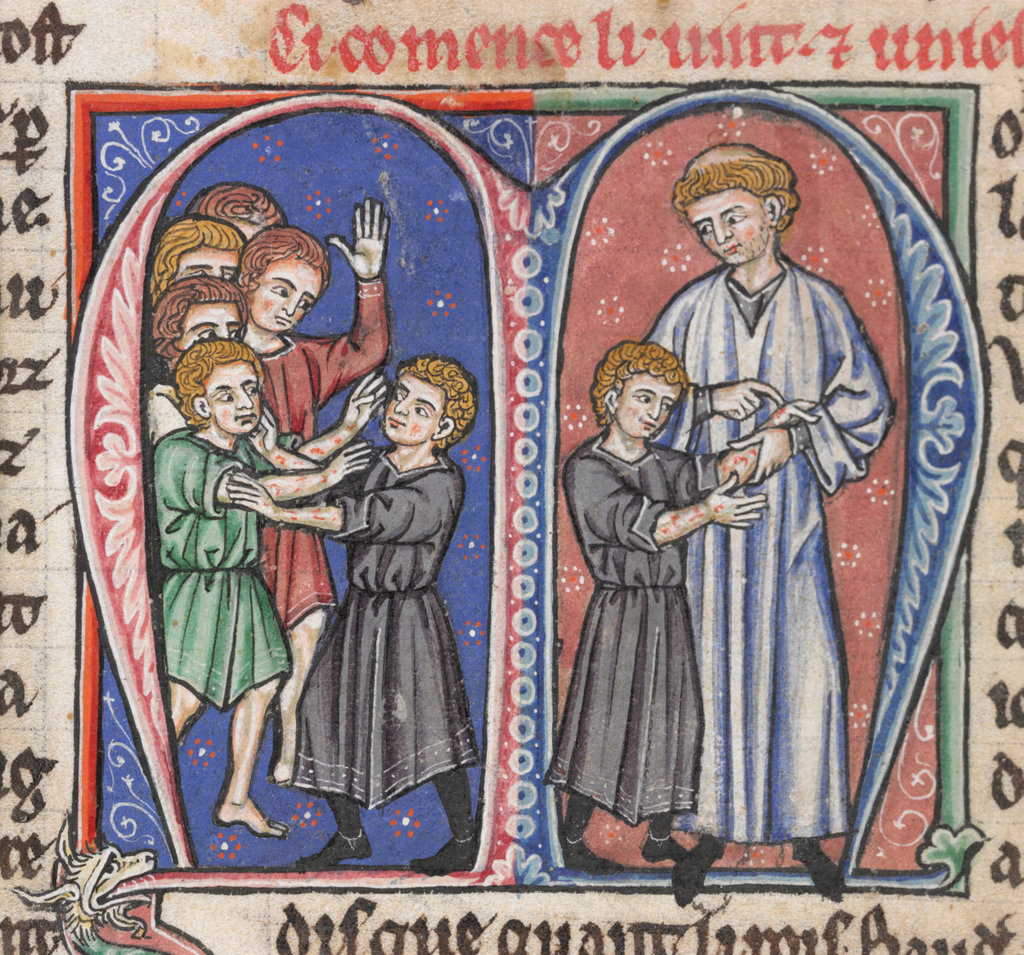
Links: Balduin IV. verletzt sich beim Spiel mit seinen Freunden. Rechts: Wilhelm von Tyrus entdeckt erste Anzeichen der Lepra an seinem Schützling. Miniatur aus einer französischen Ausgabe der Historia rerum in partibus transmarinis gestarum des Wilhelm von Tyrus, 13. Jahrhundert. (London, British Library)

Balduin IV. der Aussätzige (französisch Baudouin le Lépreux, auch Baudoin IV.; * 1161; † 16. März 1185 in Jerusalem) war König von Jerusalem von 1174 bis 1185. Er ließ noch zu seinen Lebzeiten seinen Neffen Balduin V. als Mitkönig zu seinem Nachfolger krönen.

## Leben
Balduin stammte aus dem Adelsgeschlecht Château-Landon. Er war der Sohn Amalrichs I., des Königs von Jerusalem, und seiner ersten Ehefrau Agnes von Edessa. Balduin wurde von einem der bedeutendsten Geschichtsschreiber des Mittelalters, dem Erzbischof Wilhelm von Tyrus, erzogen und bestieg im Alter von 13 Jahren den Thron. Da er nicht alt genug war, um selbstständig zu regieren, wurde Raimund III. von Tripolis mit der Regentschaft beauftragt. Offenbar litt Balduin schon seit früher Kindheit an Lepra (Aussatz), die sein Äußeres entstellte und ihn im Laufe der Jahre zunehmend bewegungsunfähig machte. Damit wurde das Reiten unmöglich, und er war gezwungen, sich mit Sänften fortbewegen zu lassen.
Der größte Feind des Königreichs Jerusalem war Saladin, der 1171 die Kontrolle über Ägypten und 1174 auch über Damaskus erlangt hatte. Eine 1177 aus Ägypten unternommene Invasion Saladins auf das Königreich konnte der junge, aussätzige König trotz zahlenmäßig deutlicher Unterlegenheit in der Schlacht von Montgisard zurückschlagen. Balduin fügte damit Saladin die schwerste Niederlage bei, die dieser je erlitt. 1179 fügte Saladin Balduin mit der Zerstörung der noch unfertigen neuen Templerburg Chastellet am oberen Jordan in der Schlacht an der Jakobsfurt eine Niederlage zu, Saladins militärischer Fokus lag aber zunächst auf dem Kampf gegen die Zengiden, von denen er 1183 Aleppo und schließlich 1186 Mossul eroberte.
Für die Stabilität des Königreichs war aufgrund der schweren Krankheit des Königs, von dem auch kein direkter Erbe zu erwarten war, die Nachfolgeregelung eine Priorität. Die nächstberechtigte Erbin des Königreichs war Balduins Schwester Sibylle, und daher war ihre Eheschließung von außerordentlicher Wichtigkeit. Vermutlich auf Vorschlag König Ludwigs VII. von Frankreich arrangierte Raimund III. 1176 für sie die Ehe mit Wilhelm von Montferrat, von dem sie einen Sohn bekam, den späteren Balduin V. Als Wilhelm bereits 1177 starb, wurde kurzfristig die Regentschaft Rainald von Chatillon anvertraut, der durch Ehe seit 1176 Herr von Oultrejordain (mit den Festungen Karak und Montreal östlich des Toten Meeres) und damit einer der mächtigsten Vasallen des Reiches war. Noch im gleichen Jahr besuchte ein Cousin Balduins, Graf Philipp von Flandern, Jerusalem und man bat ihn, im Lande zu bleiben und die uneingeschränkte Regentschaft zu übernehmen. Er lehnte jedoch ab und kehrte nach Flandern zurück. Balduin IV. übernahm sodann 1177 selbst die Regierungsgeschäfte. Sibylle heiratete 1180 Guido von Lusignan.
Im Hinblick auf den Umgang mit Saladin entwickelte sich im Königreich ein Konflikt zwischen zwei Gruppen, der „Hofpartei“ und einer „baronialen Partei“. Die baroniale Partei einerseits bestand vorwiegend aus den eingesessenen Baronen des Königreiches, geführt von Raimund III. von Tripolis, die an der Bewahrung ihres Besitzstandes interessiert waren und sich für eine eher zurückhaltende, defensive Politik aussprachen. Für die Hofpartei andererseits stand die Kreuzzugsidee im Vordergrund und sie traten für ein offensives Vorgehen gegen die Muslime ein. Die Hofpartei bestand vorwiegend aus Angehörigen des Hofes, den Ritterorden der Templer und Hospitaliter sowie Adligen, die erst vor kurzem ins Königreich gekommen waren (zur Hofpartei gehörten unter anderem Guido von Lusignan, seine Gattin Sibylle von Jerusalem, die Königin-Mutter Agnes von Edessa, ihr Bruder Joscelin und Rainald von Chatillon).
1182 zog Saladin erneut mit einem Invasionsheer, diesmal aus Damaskus kommend, gegen das Königreich Jerusalem. Balduin zog ihm mit einem Heer entgegen, gegen das Saladin keine offene Feldschlacht riskierte, sondern sich nach kleineren Scharmützeln bei Burg Belvoir nach Damaskus zurückzog. Balduins Krankheit beraubte ihn zunehmend der Sehkraft und Gehfähigkeit, sodass er die Regentschaft kurz darauf seinem Schwager Guido von Lusignan überließ. Guido duldete, dass Rainald von Chatillon aus Oultrejordain immer wieder Angriffe auf muslimische Karawanen zwischen Ägypten und Damaskus unternahm und sogar vom Hafen Akaba aus Pilgerschiffe nach Mekka überfiel, und damit Saladin zu einem Angriff provozierte. Als Saladin Rainald schließlich in Karak belagerte, entzog Balduin Guido die Regentschaft und zog mit einem Entsatzheer nach Karak. Zwar führte Raimund III. von Tripolis das Heer an, doch der schwerkranke König bestand darauf, in einer Sänfte selbst mitzuziehen. Kurz vor seinem Aufbruch ließ er am 20. November 1183 seinen damals sechsjährigen Neffen Balduin V. zum Mitkönig krönen und ernannte Raimund III. von Tripolis zum Regenten. Als das Heer Karak erreichte, zog sich Saladin zurück.
Im Jahr 1184 wurde eine Gesandtschaft unter dem Jerusalemer Patriarchen Heraclius nach Europa gesandt, um bei den dortigen Monarchen Unterstützung bei der Lösung der brennenden Nachfolgekrise sowie im Kampf gegen Saladin zu suchen. Er traf sich mit Papst Lucius III., Kaiser Friedrich Barbarossa sowie den Königen Philipp II. von Frankreich und Heinrich II. von England, erzielte aber keine konkreten Ergebnisse.
Balduin IV. starb im März 1185 infolge seiner Erkrankung und wurde in der Grabeskirche in Jerusalem bestattet.

## Rezeption
Im Monumentalfilm Königreich der Himmel wird Balduin IV. von Edward Norton dargestellt. Norton trägt in diesem Film ständig eine silberne Maske, die ihm nur in der Begräbnisszene entfernt wird. Hier wird er als von seiner Krankheit gezeichneter, aber ausgleichender und weitsichtiger Herrscher geschildert. Das (von der Maske ansonsten gnädig verschleierte) Ausmaß seiner Krankheit deckt sich weitgehend mit der Beschreibung des Zeitgenossen Ernoul, der schrieb, dass Balduin an seinem Lebensende „kein Finger an der Hand geblieben war, noch Augen(licht), noch Nase.“